# ヘオセリナ・ロドリゲス
ヘオセリナ・ロドリゲス・サントス（Jeoselyna Rodríguez Santos、1991年12月9日 - ）ドミニカ共和国の女子バレーボール選手。サントドミンゴ出身。ドミニカ共和国代表。

## 来歴

### 2007年
8月、メキシコのティフアナで開催された世界ユース選手権にドミニカ共和国代表として出場し、チームは8位だったが、ヘオセリナ自身はベストサーバーに輝いた
。
ナショナルチームにも参加し、ポジションはオポジット。同年に開催されたバレーボール北中米選手権では、3位入賞を果たした。

### 2008年
サンパウロで開催されたサロンパスカップに、Mirador（英語版）のメンバーとして出場し、5位となっている。
ヘオセリナは国際プロ選手として、トリニダード・トバゴのWest Side Starsで一歩を踏み出し
、チームは3位となった。
ドミニカ共和国国内リーグに戻ったヘオセリナは、2008年リーグMVPに輝いた
。

### 2009年
ヘオセリヤはプエルトリコ女子バレーボールチームのIndias de Mayagüezと契約した
。
この年、シニアチームに参加したパンアメリカン杯で銀メダルを獲得するとともに、ジュニアチームで参加したバレーボール女子ジュニア世界選手権でも銀メダルを獲得し、ベストスコアラー部門で2位となった。

### 2010年
メキシコのチアパスで開催されたFinal Four Cup（英語版）に出場し、金メダルを獲得した。
2010/11シーズンは、スペインリーグのCAVムルシア2005と契約し、シーズンの"Ideal Seven"（ベスト7）に選出された。

### 2011年
CAVムルシア2005在籍中のスペイン女王杯ではフルセットの末に優勝を果たし、自らも9得点をあげて勝利に貢献した。
ヘオセリナは、Miradorのメンバーとして世界クラブ選手権に出場し、3位決定戦でブラジルのオザスコチームに敗れ4位に終わった。この大会の対ケニアチーム戦では25得点の活躍を見せている。

### 2012年
9月にペルーのカヤオで開催されたU23 パンアメリカン杯（英語版）で金メダルを獲得した 。
2012/13シーズンは、ルーマニアの2004 トミス・コンスタンツァと契約し、ルーマニアリーグDivisionA1及びバレーボール欧州チャンピオンズリーグでプレーする。

### 2013年
10月の第1回世界U23女子バレーボール選手権に出場し、ドミニカ共和国チームの準優勝に大きく貢献し、自らもオールスターチーム（ベストオポジット部門）に選出された。

## 所属チーム
- Mirador（英語版） （2002–2004年）
- Modeca （2005年）
- Mirador （2006年）
- Deportivo Nacional （2007–2008年）
- Distrito Nacional（英語版） （2007–2008年）
- West Side Stars （2008年）
- Centro （2009年）
- Indias de Mayagüez（英語版） （2009年）
- Vôlei Futuro（英語版） （2009–2010年）
- Distrito Nacional（英語版） （2010年）
- CAVムルシア2005 （2010–2011年）
- Mirador （2011-2012年）
- 2004 トミス・コンスタンツァ （2012-2013年）
- CV Universidad César Vallejo（2013-2014年）
- Guerreras VC（2017-2019年）

## 受賞歴

### 個人
- 2008 Dominican Volleyball League "Most Valuable Player"
- 2007 世界ユース選手権 -  "Best Server"
- 2012 Copa Latina "Best Scorer"
- 第1回世界U23女子バレーボール選手権 - ベストオポジット

### ドミニカ共和国代表

#### シニア代表
- 2007 NORCECA選手権 -   Bronze Medal
- 2009年ワールドグランドチャンピオンズカップ -  Bronze Medal
- 2009 NORCECA選手権 -  Gold Medal
- 2009 パンアメリカン杯 -  Silver Medal
- 2009 Final Four Women’s Cup -  Bronze Medal
- 2010 Final Four Women's Cup -  Gold Medal
- 2010 Central American and Caribbean Games -  Gold Medal
- 2010 パンアメリカン杯 -  Gold Medal

#### ジュニア代表
- 2006 NORCECA ユース選手権  Silver Medal
- 2008 NORCECA ジュニア選手権  Silver Medal
- 2009 世界ジュニア選手権  Silver Medal
- 2012 U23 パンアメリカン杯 -  Gold Medal
- 第1回世界U23女子バレーボール選手権 -  Silver Medal

### クラブ
- 2006 Dominican Republic Distrito Nacional Superior Tournament -  Champion, with Mirador
- 2007, 2008 Dominican Republic Volleyball League -  Champion, with Distrito Nacional
- 2010 Spanish Supercup -  Champion, with Murcia 2005
- 2011 Spanish Queen's Cup  -  Champion, with Murcia 2005
- 2010-11 Spanish Superleague -  Runner-Up, with Murcia 2005